# Sinartoria
Genre
Sinartoria est un genre d'araignées aranéomorphes de la famille des Lycosidae.

## Distribution
Les espèces de ce genre se rencontrent en Chine et au Viêt Nam.

## Liste des espèces
Selon World Spider Catalog (version 26, 14/07/2025) :
- Sinartoria damingshanensis Wang, Framenau & Zhang, 2021
- Sinartoria dui Lu, Zhang & Wang, 2025
- Sinartoria hamata Wang & Li, 2024
- Sinartoria maolan Lu, Zhang & Wang, 2025
- Sinartoria nanling Lu, Zhang & Wang, 2025
- Sinartoria zhuangia Wang, Framenau & Zhang, 2021

## Systématique et taxinomie
Ce genre a été décrit par Wang, Framenau et Zhang en 2021 dans les Lycosidae.

## Publication originale
- Wang, Framenau & Zhang, 2021 : « A further study on the wolf spider subfamily Artoriinae from China (Araneae: Lycosidae). » Zootaxa, no 4964(3), p. 571-584.